# モスキート (音響機器)

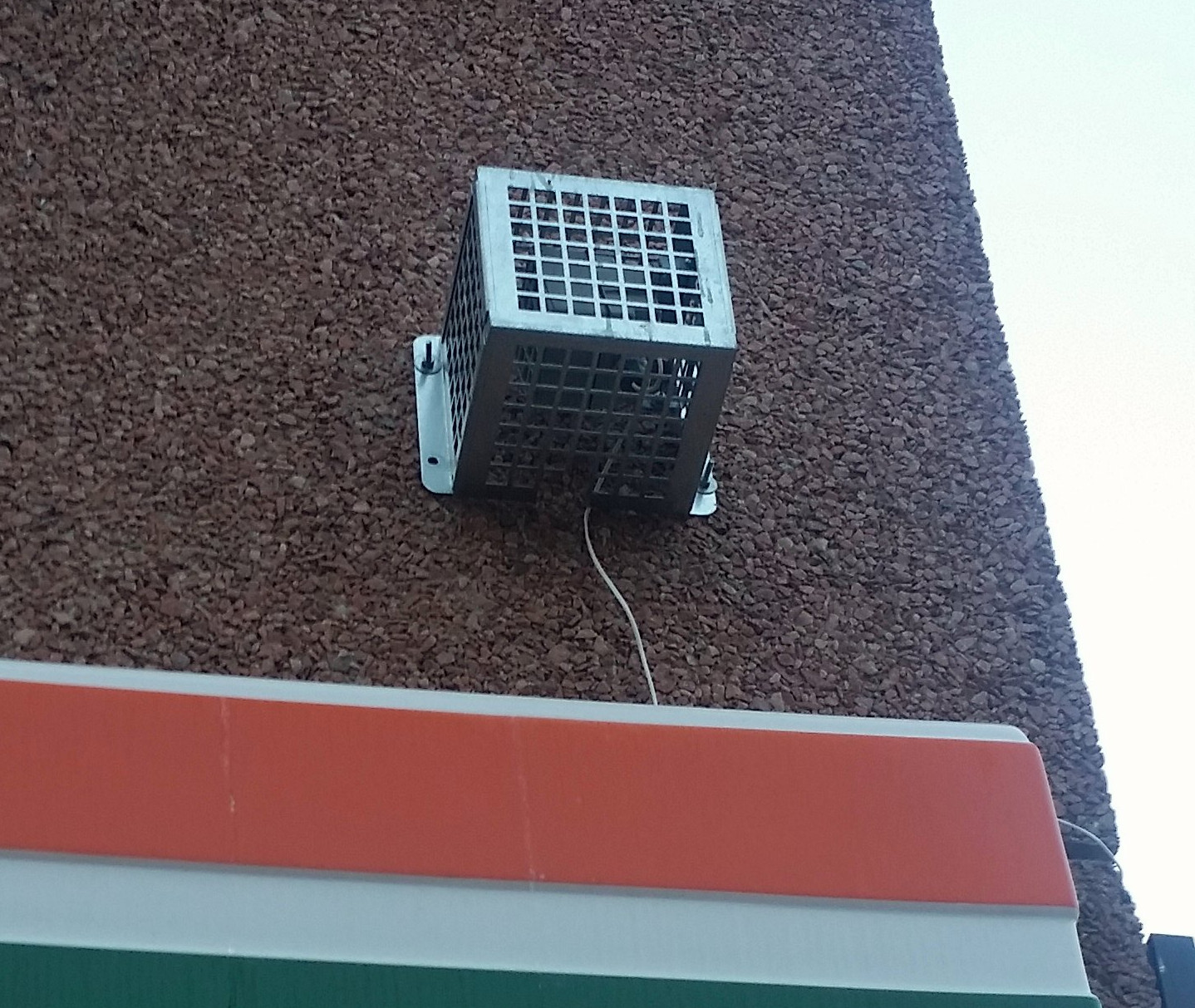
設置されたモスキートデバイス

モスキート（英語: Mosquito）とは、米国で開発された、超高周波を使った音響機器の商品名である。
一般名詞化しており、同様の機構の機械はモスキートデバイス（Mosquito device）などと呼称される。
小型スピーカーから17 kHzという、非常に高い周波数の超高周波音（蚊が飛ぶような、通称「モスキート音」（mosquitone、モスキートーン））が流れる。
モスキート音のような超高周波は苦痛を伴う不快音であり、若者には聞こえるが高齢者には聞こえないという特性がある。
この特性を利用して、公園などにたむろする素行の悪い若者などを寄せ付けないようにするとして、施設管理者などに販売され、世界の店舗や公共交通機関で9000台以上の導入実績があり、日本でも商業施設や公園に設置される例がある。
その他、害獣退治の名目で一般販売されており、個人が購入し自宅敷地内に導入するケースも見られる。
対象の人間に苦痛を与えるという極めて侵襲的な装置であり、人権侵害の観点からその使用の是非に議論がある。
主な使用者である高齢者は内耳細胞の老化(加齢性難聴)により高周波音を聞き取る能力が低下しているために、モスキート音を聞き取ることができないため、被害者である若者が感じている苦痛を理解できず、相互理解と問題の解決を難しくしている。

## 概要
イギリスの企業 Compound Security Systems が、セキュリティーシステムとして初めて開発した。2005年から地元商店などに販売したところ、店の周りにたむろする素行の悪い若者がいなくなるという効果が広まり、同様の悩みを抱えていた他の商店や自治体が導入を進めた。
その後、「人間に苦痛を与える」という性質が問題視され始め、モスキートデバイスの使用は人権侵害であるとの抗議がイギリスのインデペンデンス紙などのマスメディア、全米青少年権利協会(National Youth Rights Association)などの人権団体、全米自閉症協会などの障がい者団体などから起こっている。
また、モスキートデバイスのような音響装置は対象を選択できないため、何も悪いことをしていない小さな幼児や動物、若者を無差別に攻撃し激しい苦痛を与えるという点も問題とされ、こうした特性が老人と若者の世代間対立を激化させていると懸念される。
アイルランドではオンブズマンが、モスキートの使用は子供への暴行の要件を満たす可能性があると指摘している。

## 危険性

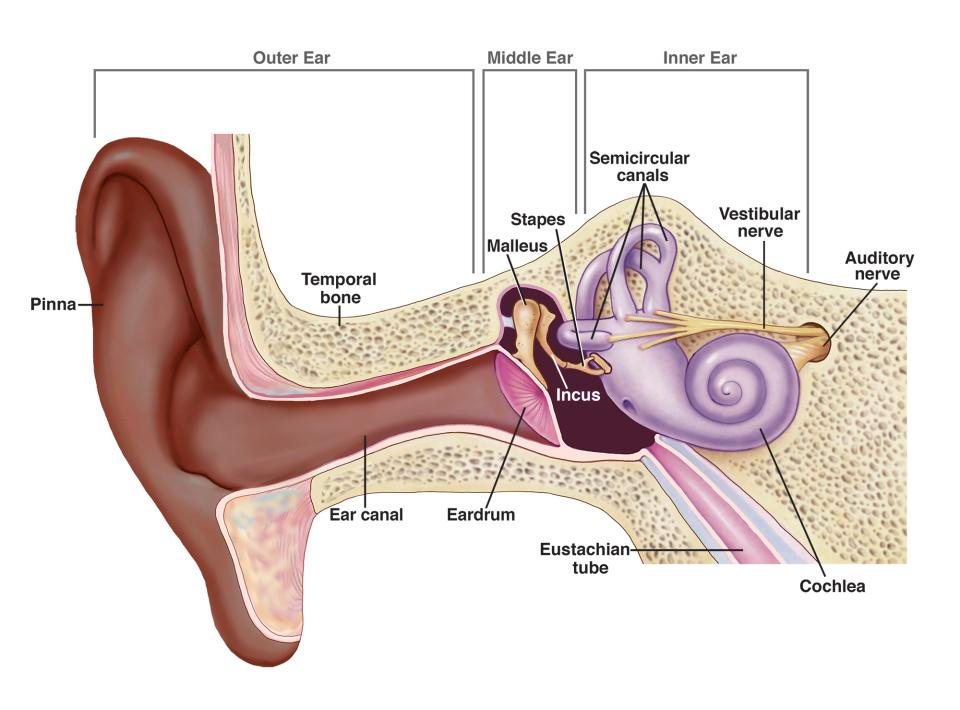
ヒトの耳。紫色で示された部分が内耳(蝸牛、三半規管)。高齢者は内耳細胞の老化により、高周波音を聞き取る能力が低下しているため、モスキート音が聞こえない

### 音量と内耳傷害
モスキートデバイスの使用者は、自分自身はモスキート音が聞こえないためにそれを使用する。
そのため、使用者は音量を危険な領域まで上昇させてしまう可能性がある。
一般的なモスキートデバイスは100デシベル以上の大音量を出力し、これは極めて大きな騒音クラスに該当する。またモスキートデバイスは音量制限の規制が存在していない。
モスキート音は物理的な音波であり、大音量の音波は聴覚を通じ内耳神経を損傷することで難聴を引き起こす。
自閉症などの発達障害を持つ人や、聴覚過敏などの内耳障害のある人は聴覚が敏感で傷つきやすく、また内耳の手術をして間もない人がモスキートデバイスに暴露した際、極度の苦痛を感じたことが報告されている。
その他、高周波音が聞こえにくい耳であっても、音量を大きくしていくと聞こえるようになる傾向があり、聴力がほとんどない高齢者が当人は何も聞こえないために大出力でモスキートデバイスを使用した場合、中高年であってもモスキート音が聞こえ苦痛を感じる場合がある。

### 被害範囲
モスキートの可聴範囲は装置から40 mから60 mとされており、また音波という性質上聞かせる対象を選択できないため、非常に広範囲の人々に危害を加える。

### 幼児、ペット
モスキート音は若者のうちでも赤ん坊や子供が、そして犬、猫のような動物もよく聞き取ることができる。しかし、これら赤ん坊やペットは苦痛を感じていても言葉で訴えることができない。
そのため、被害を受けていることに周囲が気づけない危険性がある。
異常な夜泣きやストレス症状が確認された場合、その原因である可能性の1つとして近くにモスキートデバイスが設置された可能性を疑うことは妥当であるが、モスキート音が聞こえない人がモスキートデバイスなどのモスキート音の出どころの存在や位置を知ることは非常に難しいため、モスキート音を検出するスマホアプリの使用や、専門騒音調査サービスの依頼などの選択肢がある。

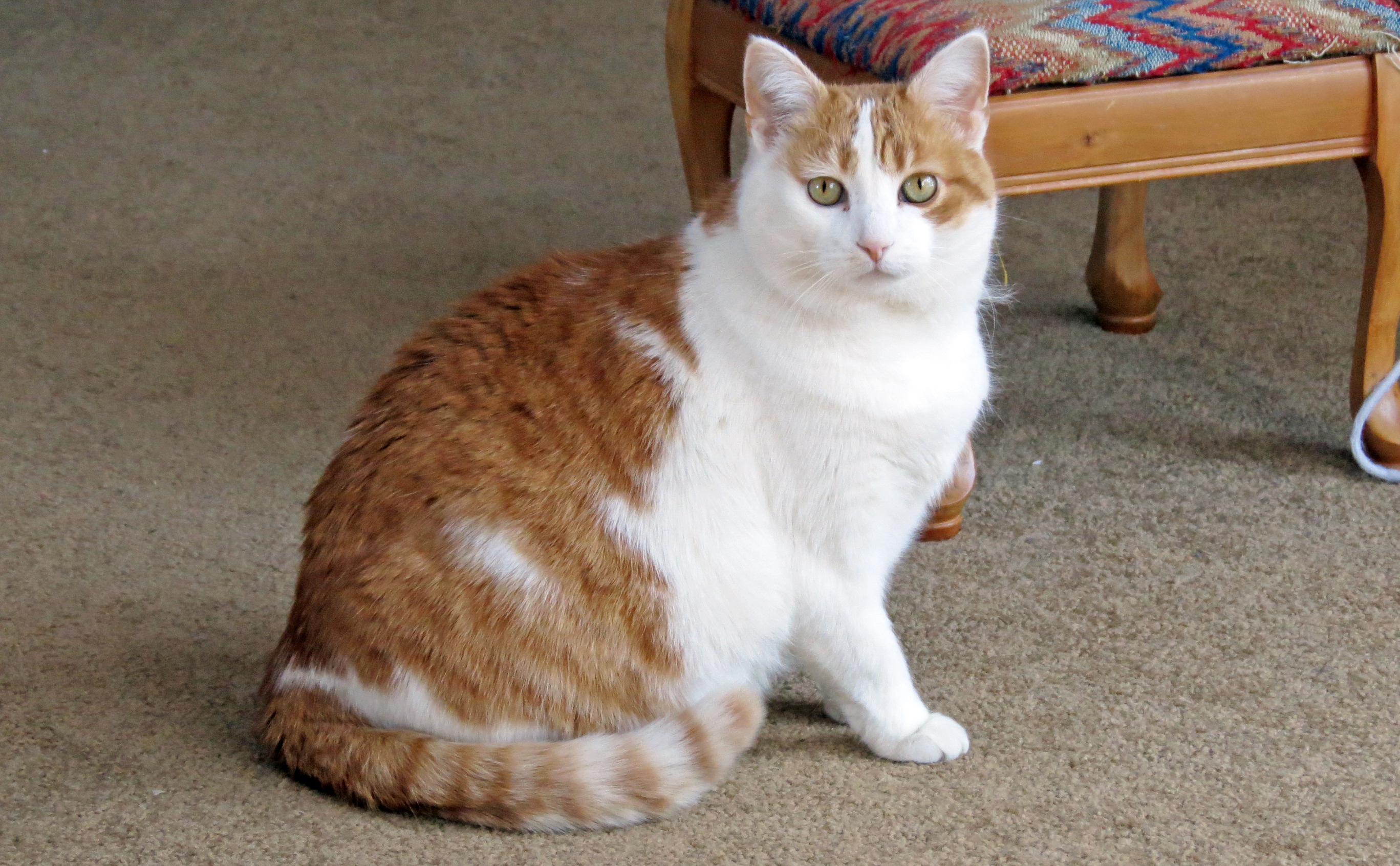
室内の猫。動物は一般に聴覚が鋭敏である
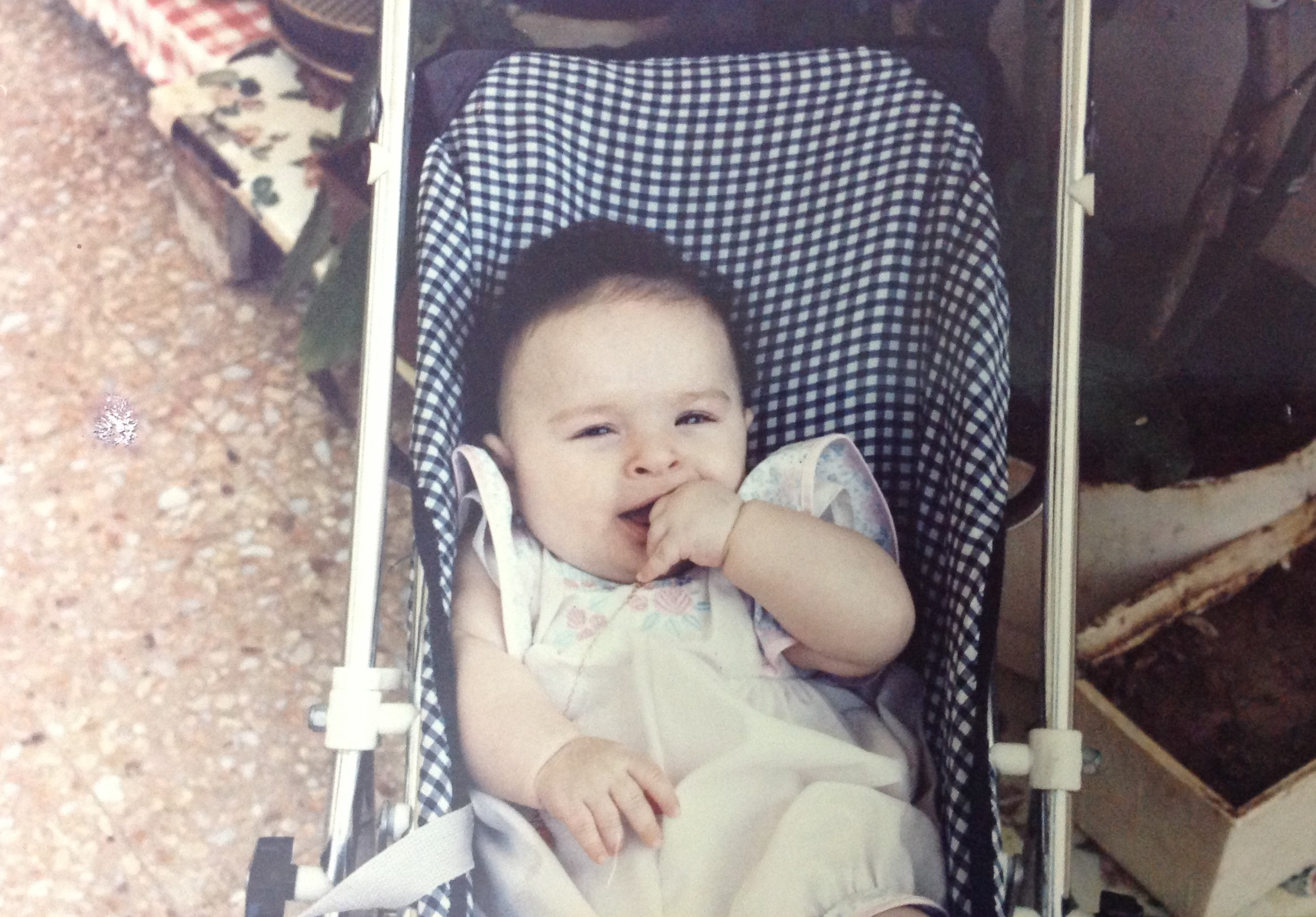
赤ん坊。言葉で被害を訴えることができない
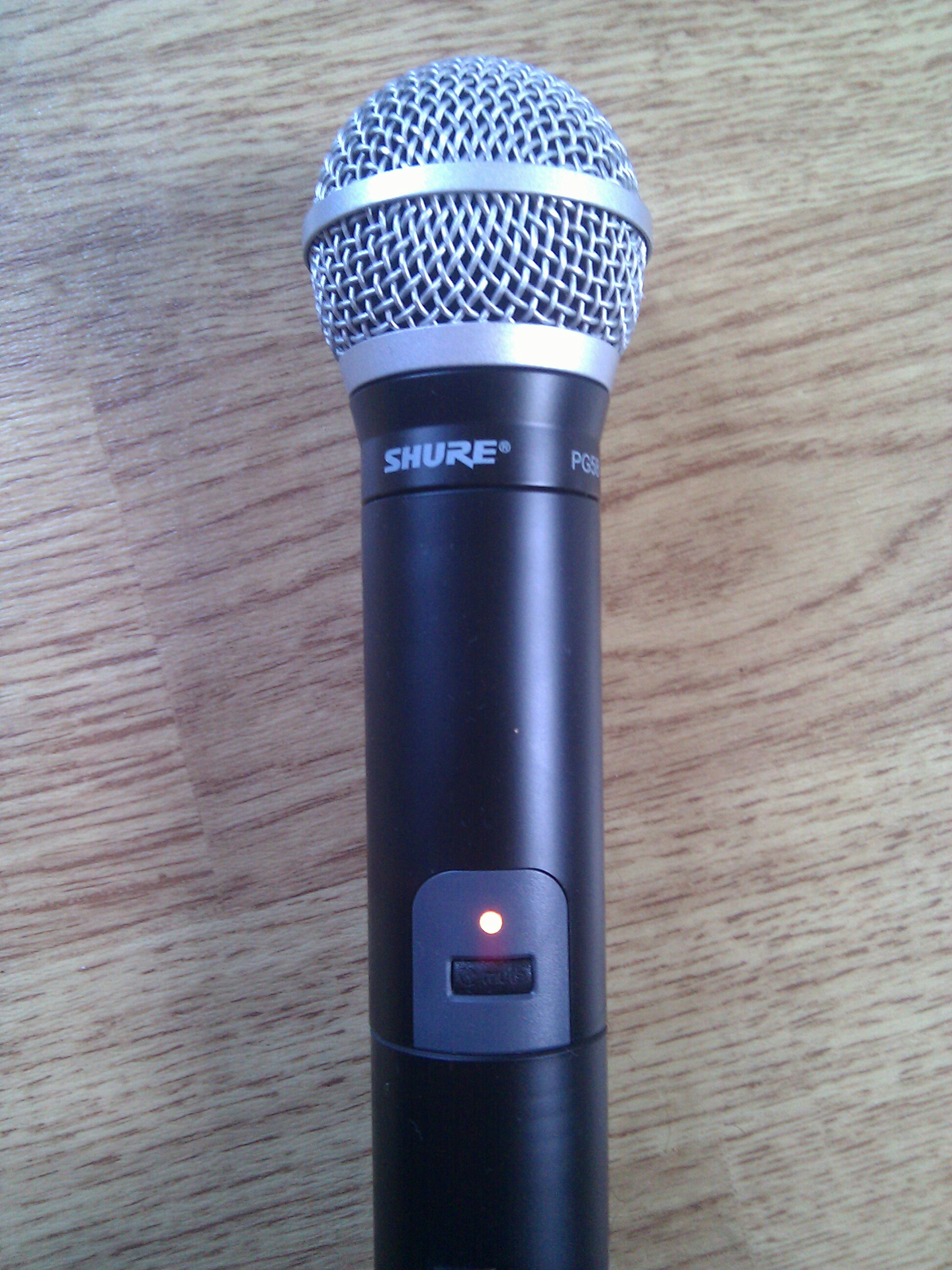
ワイヤレス・マイクロフォン。スマートフォンのサウンド計測アプリと共に、モスキート音の検出に利用できる

## 使用禁止運動

### アメリカ
アメリカの自閉症患者団体である全米自閉症協会は、モスキートデバイスの使用が人権侵害であり、使用を禁止すべきであると表明した。自閉症患者は聴覚が敏感であり、非常な苦痛を感じているという訴えが背景にある。
ペンシルベニア州では、自治体が公園に設置したモスキートデバイスに対し、地元市議会議員が「税金を使って若者を追放する試み」として抗議活動を行っている。
イギリスのロングリッジにあるスーパーマーケットでは、こうしたキャンペーンを受けてモスキートデバイスを撤去した
。

### ヨーロッパ
イギリスでは若者によるモスキート反対キャンペーンが起こされ、シェフフィールド庁舎やミルフォード図書館からモスキートデバイスが撤去された。
欧州全体のレベルでは、欧州評議会はモスキートデバイスが欧州人権条約と国連児童の権利に関する条約に抵触する可能性があるとして使用禁止を呼びかけているが、欧州全体に標準化されたモスキートデバイスの規制法はいまだ存在していない。

## 日本

### 導入事例

#### 自治体
2009年5月、東京都足立区は自治体初の試みとして、区立北鹿浜公園に英国製のモスキートデバイスを導入した。毎日午後11時から午前4時までの夜間に、音量100デシベルのモスキート音を1分間隔で3分間鳴らすもの。たむろする若者による公園の設備破損の防止が目的である。
使用するモスキートデバイスは日本国内の代理店から販促の無償提供を受けている。
民間でも、新丸ビルの入口付近などで用いられる。

#### 公共交通機関
西鉄では駅に面する警固公園での路上演奏をやめさせるためにモスキートデバイスを設置しており、やりすぎではとの声も上がっている。

#### 一般個人
住宅街にある個人の敷地内や、農地の畑に害獣が侵入してくるのを防止するためにモスキートデバイスを設置する例がある。
その結果、周囲の人達がモスキート音に暴露することになり、無関係の子供や若者が苦痛を訴え、その周囲を通行できなくなるという問題が発生していることがNHKにより報じられている。
NHKによると、猫よけとしてモスキートデバイスが市販されており、それを自宅に設置したところ子供が耳の痛みを訴えたり、こうしたデバイスを設置する家が増加したため苦痛で外出が難しくなった子供がいるという。モスキート音は高齢者には聞こえないためにその苦痛が理解できず、また法規制も存在していないために解決が進んでいないのが現状であるという。
2024年8月14日、大阪・豊中市で、自宅の敷地内でプール遊びをしていた子供2人の4人家族に向けて、隣の家の住民が窓を開けて大音量のモスキート音を流すご近所トラブルが発生。4人家族全員に頭痛や嘔吐の症状が出て、警察に通報。警察とともに証拠をもって抗議をしにいくと、お前のところもうるさいからお互い様と言われたという。

#### 商業施設
駅周辺の商業施設で採用されている事が多い。日本郵政が運営している東京の商業施設であるKITTEの例では、ネット上には不快との声が上がっており、メディアからの質問には、「ネズミ避け」と回答している

### 法的規制
日本には法的規制は存在しておらず、猫よけといった名目で市販されている。
音量や最大出力などについても規制は一切存在していない。

## その他

### 携帯電話の着信音
大人には聞こえにくいことを利用して、授業中に教師に気づかれずに携帯電話を使用するための着信音として用いる学生もいる(携帯電話のスピーカーでも20 kHz近い周波数の音を発することは可能である)。「超高周波の音声ファイル」を携帯電話にダウンロードできるソフトや、販売サイトもある。

### 関連商品
モスキート音を使った楽曲を収録したCDや、モスキート音が聞こえるかどうかで年齢を予測するおもちゃ、モスキート音を発生させるモバイルバッテリーなどが販売されている。